# آرنه هالس
آرنه هالس (بالنرويجية البوكمول: Arne Halse)‏ هو منافس ألعاب قوى نرويجي، ولد في 20 أكتوبر 1887 في كريستيانسوند في النرويج، وتوفي في 3 يوليو 1975 في تروندهايم في النرويج.

## وصلات خارجية
- آرنه هالس على موقع اللجنة الأولمبية الدولية (الإنجليزية)
- آرنه هالس على موقع أوليمبيديا (الإنجليزية)